# Interinsular Preferente de Tenerife
La Interinsular Preferente de Tenerife constituye el sexto nivel de competición de la liga española de fútbol en la provincia de Santa Cruz de Tenerife. Su organización corre a cargo de la Federación Interinsular de Fútbol de Tenerife.

## Historia
La categoría Preferente del fútbol tinerfeño nace en el año 1975 adquiriendo el estatus de máxima división a nivel provincial en detrimento de la Primera Categoría.
Fruto de la reestructuración que experimentaron las divisiones del fútbol nacional se creó para la temporada 1980-81 un grupo de Tercera División destinado exclusivamente a Canarias. Subieron a un escalón superior para ocupar una plaza en el nuevo grupo los ocho primeros clasificados de la temporada 1979-80 de Preferente (Realejos, Marino, Orotava, Puerto Cruz, Real Unión, Güímar, Estrella, Atlético Tenerife) uniéndose al Toscal Club de fútbol y Club Deportivo San Andrés, que ya militaban en Tercera División, y a los representantes de la provincia de Las Palmas. Como consecuencia los diez mejores clasificados el curso anterior en Primera Regional pasaron a Preferente para cubrir los huecos vacantes que la nueva organización había dejado en ella y ampliar además su cupo hasta los dieciséis equipos. Mensajero, Arguijón, Ibarra, Buenavista, Candela, CD Puerto, Real Hésperides, Atlético San Juan, Atlético Paso y Victoria de Tazacorte se unirían al Gara, Unión Tejina, San Luis, Silence, Vera y Tacoronte para dar inicio a la campaña 1980-81. El Mensajero, que venía de alzarse con el título de la división inferior, el Club Deportivo Puerto, el Atlético Paso y el Victoria de Tazacorte se convertían así en los primeros equipos palmeros y de fuera de la isla de Tenerife en alcanzar la categoría.

## Sistema de competición
Desde la temporada 2013-14 se desdobla en dos grupos. En el Grupo I compiten dieciocho equipos de las islas de Tenerife, La Gomera y El Hierro mientras que el Grupo II esta reservado para doce clubes de La Palma.
El primero del Grupo I asciende directamente al grupo canario de la Tercera Federación (Grupo XII). El segundo clasificado y el campeón del Grupo II juegan una eliminatoria a doble partido, disputando el ganador de esta una definitiva eliminatoria de ascenso, también a ida y vuelta, contra el subcampeón del grupo único de la Interinsular Preferente de la Provincia de Las Palmas.
Los cuatro últimos clasificados del Grupo I descienden a la Primera Interinsular de Tenerife mientras que en el Grupo II no hay descensos.

## Participantes 2024-2025

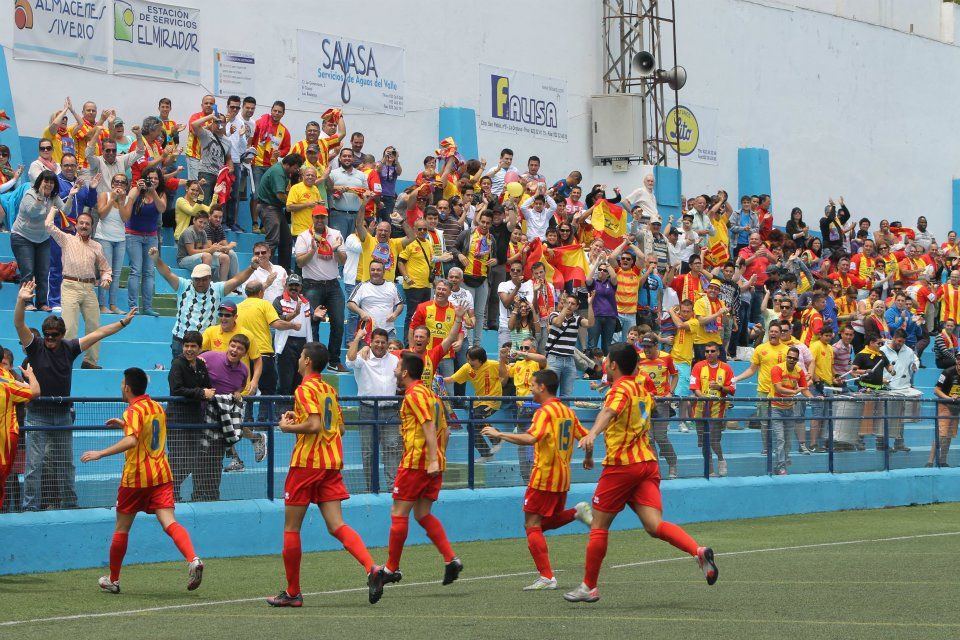
Los jugadores del Raqui San Isidro corren a celebrar un gol con la afición desplazada hasta el estadio Los Príncipes para el último partido de la temporada 2011/12. La victoria por 0-2 ante la Unión Deportiva Realejos le valió el título de Preferente así como el ascenso a Tercera División.

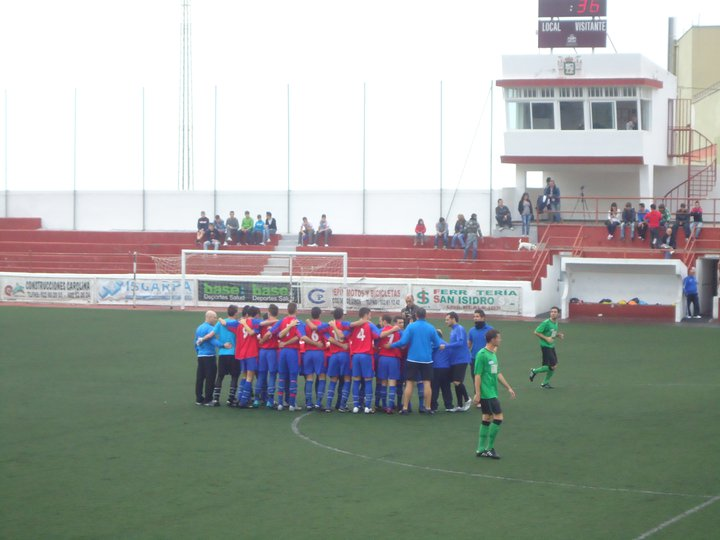
La U. D. Icodense posa en su estadio antes del partido que le enfrentó al C. D. Atlético Paso en la temporada 2010/11 y que finalizó con victoria 3-2 para los rojillos.

|    | Club                           | Fundación          | Localidad                                 | Estadio                              |
| -- | ------------------------------ | ------------------ | ----------------------------------------- | ------------------------------------ |
| 1  | Atlético Tacoronte             | 2006               | Tacoronte, Tenerife                       | Barranco Las Lajas                   |
| 2  | U.D. Fuencaliente              | 1979               | Fuencaliente de La Palma, La Palma        | Campo de fútbol de Fuencaliente      |
| 3  | Grupo Compostelana Puerto Cruz | 1957               | Puerto de la Cruz, Tenerife               | El Peñón                             |
| 4  | C.D. Guancha                   | 2014               | La Guancha, Tenerife                      | Campo de fútbol Montefrío            |
| 5  | C.D. Sauzal                    | -                  | El Sauzal, Tenerife                       | Complejo deportivo El Sauzal         |
| 6  | S.D. Tenisca                   | 1922               | Santa Cruz de La Palma, La Palma          | Virgen de las Nieves                 |
| 7  | C.D. Vera                      | 1935               | Puerto de la Cruz, Tenerife               | Nuevo Salvador Ledesma               |
| 8  | U.D. La Palma                  | 2022 (Refundación) | Santa Cruz de La Palma, La Palma          | Rosendo Hernández                    |
| 9  | U.D. Realejos                  | 1949               | Los Realejos, Tenerife                    | Los Príncipes                        |
| 10 | S.D. Águilas Atlético          | 1971               | Adeje, Tenerife                           | Municipal de Adeje                   |
| 11 | Atlético Unión Güímar          | 2009               | Güímar, Tenerife                          | Municipal de Tasagaya                |
| 12 | C.D. Bahía de Santiago         | 2018               | Playa de Santiago, Alajeró, La Gomera     | Municipal de Playa de Santiago       |
| 13 | C.D. I'Gara Cabo Blanco        | -                  | Cabo Blanco, Arona, Tenerife              | Campo de fútbol de Cabo Blanco       |
| 14 | C.D. Laguna                    | 1984               | San Cristóbal de La Laguna, Tenerife      | Municipal Francisco Peraza           |
| 15 | U.D. Las Zocas                 | 1986               | Las Zocas, San Miguel de Abona, Tenerife  | Juanito Marrero                      |
| 16 | C.D. Marino "B"                | 1933               | Los Cristianos, Arona, Tenerife           | Antonio Domínguez Alfonso            |
| 17 | C.D. San Lorenzo Constancia    | -                  | Valle de San Lorenzo, Arona, Tenerife     | Campo de fútbol de San Lorenzo       |
| 18 | C.D. Tenerife "C"              | 2017               | Santa Cruz de Tenerife, Tenerife          | Ciudad deportiva Geneto              |
| 19 | Club Atlético Victoria         | 1992               | La Victoria de Acentejo, Tenerife         | Municipal de La Victoria de Acentejo |
| 20 | U.D. Añaza                     | -                  | Añaza, Tenerife                           | Municipal de Añaza                   |
| 21 | C.D. Raqui Labrador            | 1969               | San Isidro, Granadilla de Abona, Tenerife | La Palmera                           |

## Palmarés

### Global
| Club                           | Títulos | Subcamp. | Campeonatos                                           | Subcampeonatos                      |
| ------------------------------ | ------- | -------- | ----------------------------------------------------- | ----------------------------------- |
| C. D. Atlético Paso            | 6       | 2        | 1987-88, 1995-96, 2013-14, 2014-15, 2015-16 y 2017-18 | 1994-95 y 2016-17                   |
| U. D. Icodense                 | 3       | 3        | 1982-83, 1990-91 y 1998-99                            | 1997-98, 2016-17 y 2017-18          |
| U. D. Realejos                 | 3       | 2        | 1979-80 , 2007-08 y 2012-13                           | 1989-90 y 2002-03                   |
| C. D. Buzanada                 | 3       | 0        | 2013-14, 2014-15 y 2015-16                            |                                     |
| C. D. Raqui San Isidro         | 2       | 3        | 1996-97 y 2011-12                                     | 2008-09, 2009-10 y 2014-15          |
| C. D. San Andrés               | 2       | 2        | 1977-78 y 1993-94                                     | 1991-92 y 2001-02                   |
| Atlético Arona                 | 2       | 2        | 1991-92 y 2006-07                                     | 1990-91 y 2003-04                   |
| C. Atlético Tacoronte          | 2       | 1        | 2017-18, 2021-22                                      | 2015-16                             |
| Toscal C. F.                   | 2       | 0        | 1975-76 y 1976-77                                     |                                     |
| U. D. Esperanza                | 2       | 0        | 1997-98 y 2000-01                                     |                                     |
| U. D. Salud / C. D. Tenerife B | 2       | 0        | 1981-82 y 2004-05                                     |                                     |
| C. Atlético Victoria           | 2       | 0        | 2010-11, 2021-22                                      |                                     |
| C. D. Unión Tejina             | 1       | 3        | 1980-81                                               | 1985-86, 1988-89 y 2005-06          |
| C. D. Águilas San Aquilino     | 1       | 1        | 1986-87                                               | 2000-01                             |
| R. C. D. Gara                  | 1       | 1        | 1992-93                                               | 1981-82                             |
| C. D. Victoria de Tazacorte    | 1       | 1        | 1994-95                                               | 1983-84                             |
| C. D. Mensajero B              | 1       | 1        | 2016-17                                               | 2015-16                             |
| U. D. Ibarra                   | 1       | 1        | 1985-86                                               | 2021-22                             |
| C. D. Laguna                   | 1       | 1        | 1999-00                                               | 2021-22                             |
| S. D. Tenisca                  | 1       | 0        | 1978-79                                               |                                     |
| C. Atlético Tenerife           | 1       | 0        | 1983-84                                               |                                     |
| C. D. Juventud Silense         | 1       | 0        | 1984-85                                               |                                     |
| C. D. I'Gara                   | 1       | 0        | 1988-89                                               |                                     |
| U. D. Güímar                   | 1       | 0        | 1989-90                                               |                                     |
| U. D. Valle Frontera           | 1       | 0        | 2001-02                                               |                                     |
| C. D. Arcángel San Miguel      | 1       | 0        | 2002-03                                               |                                     |
| U. D. Tegueste                 | 1       | 0        | 2003-04                                               |                                     |
| U. D. Tijarafe                 | 1       | 0        | 2005-06                                               |                                     |
| C. D. Charco del Pino          | 1       | 0        | 2008-09                                               |                                     |
| C. D. Vera                     | 2       | 0        | 2009-10                                               |                                     |
| E. M. F. Atlético Unión Güímar | 1       | 0        | 2016-17                                               |                                     |
| C. D. Puerto Cruz              | 0       | 4        |                                                       | 1978-79, 1993-94, 1995-96 y 1998-99 |
| U. D. Orotava                  | 0       | 3        |                                                       | 1975-76, 1976-77 y 1977-78          |
| C. D. Mensajero                | 0       | 3        |                                                       | 1980-81, 1982-83 y 2007-08          |
| U. D. Gomera                   | 0       | 3        |                                                       | 1987-88, 1992-93 y 2011-12          |
| C. D. Marino                   | 0       | 2        |                                                       | 1979-80 y 2006-07                   |
| U. D. Los Llanos de Aridane    | 0       | 2        |                                                       | 2013-14 y 2014-15                   |
| U. D. Tacoronte                | 0       | 1        |                                                       | 1984-85                             |
| U. D. Aridane                  | 0       | 1        |                                                       | 1986-87                             |
| U. D. Cruz Santa               | 0       | 1        |                                                       | 1996-97                             |
| U. D. Las Zocas                | 0       | 1        |                                                       | 1999-00                             |
| C. D. Atlético Granadilla      | 0       | 1        |                                                       | 2004-05                             |
| U. D. San Andrés y Sauces      | 0       | 1        |                                                       | 2010-11                             |
| C. D. Santa Úrsula             | 0       | 1        |                                                       | 2013-14                             |
| E. F. José Martín El Cano      | 0       | 1        |                                                       | 2017-18                             |
| C. D. Guancha Fortunia         | 0       | 1        |                                                       | 2021-22                             |

### Grupo único (1975-76 a 2012-13)
| Club                           | Títulos | Subcamp. | Campeonatos                | Subcampeonatos                      |
| ------------------------------ | ------- | -------- | -------------------------- | ----------------------------------- |
| U. D. Realejos                 | 3       | 2        | 1979-80, 2007-08 y 2012-13 | 1989-90 y 2002-03                   |
| U. D. Icodense                 | 3       | 1        | 1982-83, 1990-91 y 1998-99 | 1997-98                             |
| C. D. San Andrés               | 2       | 2        | 1977-78 y 1993-94          | 1991-92 y 2001-02                   |
| C. D. Raqui San Isidro         | 2       | 2        | 1996-97 y 2011-12          | 2008-09 y 2009-10                   |
| Atlético Arona                 | 2       | 2        | 1991-92 y 2006-07          | 1990-91 y 2003-04                   |
| C. D. Atlético Paso            | 2       | 1        | 1987-88 y 1995-96          | 1994-95                             |
| Toscal C. F.                   | 2       | 0        | 1975-76 y 1976-77          |                                     |
| U. D. Esperanza                | 2       | 0        | 1997-98 y 2000-01          |                                     |
| U. D. Salud / C. D. Tenerife B | 2       | 0        | 1981-82 y 2004-05          |                                     |
| C. D. Unión Tejina             | 1       | 3        | 1980-81                    | 1985-86, 1988-89 y 2005-06          |
| C. D. Águilas San Aquilino     | 1       | 1        | 1986-87                    | 2000-01                             |
| R. C. D. Gara                  | 1       | 1        | 1992-93                    | 1981-82                             |
| C. D. Victoria de Tazacorte    | 1       | 1        | 1994-95                    | 1983-84                             |
| S. D. Tenisca                  | 1       | 0        | 1978-79                    |                                     |
| C. Atlético Tenerife           | 1       | 0        | 1983-84                    |                                     |
| C. D. Juventud Silense         | 1       | 0        | 1984-85                    |                                     |
| U. D. Ibarra                   | 1       | 0        | 1985-86                    |                                     |
| C. D. I'Gara                   | 1       | 0        | 1988-89                    |                                     |
| U. D. Güímar                   | 1       | 0        | 1989-90                    |                                     |
| C. D. Laguna                   | 1       | 0        | 1999-00                    |                                     |
| U. D. Valle Frontera           | 1       | 0        | 2001-02                    |                                     |
| C. D. Arcángel San Miguel      | 1       | 0        | 2002-03                    |                                     |
| U. D. Tegueste                 | 1       | 0        | 2003-04                    |                                     |
| U. D. Tijarafe                 | 1       | 0        | 2005-06                    |                                     |
| C. D. Charco del Pino          | 1       | 0        | 2008-09                    |                                     |
| C. D. Vera                     | 1       | 0        | 2009-10                    |                                     |
| C. Atlético Victoria           | 1       | 0        | 2010-11                    |                                     |
| C. D. Tenerife C               | 1       | 0        | 2021-22                    |                                     |
| C. D. Puerto Cruz              | 0       | 4        |                            | 1978-79, 1993-94, 1995-96 y 1998-99 |
| U. D. Orotava                  | 0       | 3        |                            | 1975-76, 1976-77 y 1977-78          |
| C. D. Mensajero                | 0       | 3        |                            | 1980-81, 1982-83 y 2007-08          |
| U. D. Gomera                   | 0       | 3        |                            | 1987-88, 1992-93 y 2011-12          |
| C. D. Marino                   | 0       | 2        |                            | 1979-80 y 2006-07                   |
| U. D. Tacoronte                | 0       | 1        |                            | 1984-85                             |
| U. D. Aridane                  | 0       | 1        |                            | 1986-87                             |
| U. D. Cruz Santa               | 0       | 1        |                            | 1996-97                             |
| U. D. Las Zocas                | 0       | 1        |                            | 1999-00                             |
| C. D. Atlético Granadilla      | 0       | 1        |                            | 2004-05                             |
| U. D. San Andrés y Sauces      | 0       | 1        |                            | 2010-11                             |

### Grupo I (desde 2013-14)
| Club                           | Títulos | Subcamp. | Campeonatos                | Subcampeonatos    |
| ------------------------------ | ------- | -------- | -------------------------- | ----------------- |
| C. D. Buzanada                 | 3       | 0        | 2013-14, 2014-15 y 2015-16 |                   |
| C. Atlético Tacoronte          | 1       | 1        | 2017-18                    | 2015-16           |
| E. M. F. Atlético Unión Güímar | 1       | 0        | 2016-17                    |                   |
| U. D. Icodense                 | 0       | 2        |                            | 2016-17 y 2017-18 |
| C. D. Santa Úrsula             | 0       | 1        |                            | 2013-14           |
| C. D. Raqui San Isidro         | 0       | 1        |                            | 2014-15           |

### Grupo II (desde 2013-14)
| Club                        | Títulos | Subcamp. | Campeonatos                         | Subcampeonatos    |
| --------------------------- | ------- | -------- | ----------------------------------- | ----------------- |
| C. D. Atlético Paso         | 4       | 1        | 2013-14, 2014-15, 2015-16 y 2017-18 | 2016-17           |
| C. D. Mensajero B           | 1       | 1        | 2016-17                             | 2015-16           |
| U. D. Los Llanos de Aridane | 0       | 2        |                                     | 2013-14 y 2014-15 |
| E. F. José Martín El Cano   | 0       | 1        |                                     | 2017-18           |

## Clasificación histórica
(La clasificación está actualizada hasta comenzada la temporada 2016-17)
| Pos | Equipo                      | Temporadas |
| --- | --------------------------- | ---------- |
| 1.  | C.At.Paso                   | 29         |
| 2.  | C.D.San Andrés              | 28         |
| 3.  | R. Unión C. F.              | 26         |
| 4.  | U. D. Icodense              | 24         |
| 5.  | U. D. Tacoronte             | 23         |
| 6.  | C. D. Puerto Cruz           | 23         |
| 7.  | C. D. Unión Tejina          | 22         |
| 8.  | U. D. Norte                 | 21         |
| 9.  | C. D. I'Gara                | 20         |
| 10. | C. D. Águilas San Iquilino  | 20         |
| 11. | U. D. Orotava               | 20         |
| 12. | C. D. Arcángel San Miguel   | 19         |
| 13. | C. D. Atlético Granadilla   | 17         |
| 14. | U. D. Los Llanos de Aridane | 17         |
| 15. | C. D. Victoria de Tazacorte | 16         |
| 16. | U. D. Cruz Santa            | 16         |
| 17. | U. D. Gomera                | 16         |
| 18. | Atlético Arona C. F.        | 15         |
| 19. | C. D. Marino                | 15         |
| 20. | U. D. Realejos              | 14         |
| 21. | U. D. Esperanza             | 14         |
| 22. | C. D. Vera                  | 12         |
| 23  | C. D Juventud Silense       | 12         |
| 24  | U. D. Ibarra                | 10         |
| 25  | C. D. Nivaria Taco San Luis | 10         |
| 26  | Atlético San Juan           | 10         |
| 27  | C. D. Valle Guerra          | 10         |
| 28  | C. D. Sauzal                | 9          |
| 29  | U. D. Tegueste              | 9          |
| 30  | R. C. D. Gara               | 9          |
| 31  | C. D. Raqui San Isidro      | 9          |
| 32  | C. D. Unión Isora           | 8          |
| 33  | U. D. Médano                | 8          |
| 34  | C. D. Arguijón              | 8          |
| 35  | U. D. Valle Frontera        | 8          |
| 36  | C. D. San Lorenzo           | 8          |
| 37  | C. D. Laguna                | 8          |
| 38  | C.D.Charco del Pino         | 8          |
| 39  | C. Atlético Tenerife        | 7          |
| 40  | U. D. Güímar                | 7          |

| Pos | Equipo                         | Temporadas |
| --- | ------------------------------ | ---------- |
| 41  | U. D. San Andrés y Sauces      | 7          |
| 42  | C. D. Buzanada                 | 7          |
| 43  | U. D. Fuencaliente             | 7          |
| 44  | Atlético Pinar C. F.           | 6          |
| 45  | C. D. Candela                  | 6          |
| 46  | C. D. Tenerife C               | 6          |
| 47  | U. D. Tijarafe                 | 6          |
| 48  | C. Atlético Victoria           | 6          |
| 49  | Unión Breñas C.F.              | 6          |
| 50  | Atlético Barranco Hondo        | 5          |
| 51  | U. D. Orotava B                | 5          |
| 52  | C. D. Mensajero                | 5          |
| 53  | C. D. Estrella                 | 5          |
| 54  | U. D. Aridane                  | 5          |
| 55  | U. D. Mazo                     | 5          |
| 56  | Atlético Tacoronte             | 5          |
| 57  | Real Hespérides C. F.          | 4          |
| 58  | Breña Baja C. F.               | 4          |
| 59  | S. D. Tenisca                  | 4          |
| 60  | U. D. Las Zocas                | 4          |
| 61  | Atlético Alcalá                | 4          |
| 62  | C. D. Santa Úrsula             | 4          |
| 63  | U. D. Guargacho                | 4          |
| 64  | C. D. Valeriana                | 4          |
| 65  | E. M. F. Atlético Unión Güímar | 4          |
| 66  | C. D. Fuencasur                | 4          |
| 67  | C. D. La Rosa                  | 4          |
| 68  | C. D. Tanqueta                 | 4          |
| 69  | C.D Buenavista                 | 4          |
| 70  | Toscal C. F.                   | 3          |
| 71  | C. D. San Fernando             | 3          |
| 72  | U. D. La Palma                 | 3          |
| 73  | E. F. La Unión                 | 3          |
| 74  | C. D. Mensajero B              | 3          |
| 75  | C. D. Sobradillo               | 2          |
| 76  | C. D. Guancha                  | 2          |
| 77  | U. D. Tamaimo                  | 2          |
| 78  | Tablero C. F.                  | 2          |
| 79  | U. D. Salud / C. D. Tenerife B | 2          |
| 80  | C. F. Juventud Laguna          | 2          |

| Pos | Equipo                    | Temporadas |
| --- | ------------------------- | ---------- |
| 81  | E. F. José Martín El Cano | 2          |
| 82  | U. D. Andenes             | 1          |
| 83  | U. D. Campitos            | 1          |
| 84  | Suprema C. F.             | 1          |
| 85  | C. D. San Andrés B        | 1          |
| 86  | C. D. Puerto Tazacorte    | 1          |
| 87  | S. D. Atlántida           | 1          |
| 88  | C. D. Argual              | 1          |
| 89  | U. D. Tazapalma           | 1          |
| 90  | C. D. Oroné Santiago      | 1          |
| 91  | U. D. Puntagorda          | 1          |
| 92  | U. D. Hidalgo             | 1          |
| 93  | Isora F. C.               | 1          |
| 94  | C. D. Portezuelo          | 1          |

## Otras Ligas
| Nivel | Liga                                | Liga                                | Liga | Liga | |
| ----- | ----------------------------------- | ----------------------------------- | --- | --- | --- |
| 1.º   | Primera División de España          | Primera División de España          | Primera División de España                                                                                               | Primera División de España                                                                                               | |
| 2.º   | Segunda División de España          | Segunda División de España          | Segunda División de España                                                                                               | Segunda División de España                                                                                               | |
| 3.º   | Primera División RFEF               | Primera División RFEF               | Primera División RFEF | Primera División RFEF | |
| 4.º   | Segunda División RFEF               | Segunda División RFEF               | Segunda División RFEF | Segunda División RFEF | |
| 5.º   | Tercera División RFEF               | Tercera División RFEF               | Tercera División RFEF | Tercera División RFEF | |
| 6.º   | Interinsular Preferente de Tenerife | Interinsular Preferente de Tenerife | Interinsular Preferente de Las Palmas                                                                                    | Interinsular Preferente de Las Palmas                                                                                    | Interinsular Preferente de Las Palmas                                                                                    |
| 7.º   | Primera Interinsular-Tenerife       | Primera Interinsular-Tenerife       | Primera Regional Aficionado-Gran Canaria Primera Regional Aficionado-Fuerteventura Primera Regional Aficionado-Lanzarote | Primera Regional Aficionado-Gran Canaria Primera Regional Aficionado-Fuerteventura Primera Regional Aficionado-Lanzarote | Primera Regional Aficionado-Gran Canaria Primera Regional Aficionado-Fuerteventura Primera Regional Aficionado-Lanzarote |
| 8.º   | Segunda Interinsular-Tenerife       | Segunda Interinsular-Tenerife       | Segunda Regional Aficionado-Gran Canaria                                                                                 | Segunda Regional Aficionado-Gran Canaria                                                                                 | Segunda Regional Aficionado-Gran Canaria                                                                                 |